# Ursprungspositionen
Ursprungspositionen, ofta kallat okunnighetens slöja, är ett tankeexperiment för att belysa de grundläggande rättviseprinciper enligt vilka samhällets resurser bör fördelas. Begreppen ursprungspositionen och okunnighetens slöja myntades av filosofen John Rawls, men bakomliggande idéerna utvecklades redan tidigare av bland annat William Vickrey och John Harsanyi.
Den grundläggande idén bakom tankeexperimentet är att den rättvisa fördelningen av resurser är den fördelning som rationella individer skulle välja i en hypotetisk ursprungsposition där det inte visste vem de skulle vara i samhället. I ursprungspositionen vet exempelvis inte individerna vilken utbildning, etnicitet, kön eller bakgrund de kommer att ha. 
William Vickrey argumenterade i en artikel från 1945 för att individerna i ursprungspositionen skulle välja ett samhälle där resurser fördelas i enlighet med utilitarismen. John Harsanyi formaliserade detta argument år 1953 genom att bevisa matematiskt att utilitarismen skulle bli vald givet att individerna i ursprungspositionen maximerar sin förväntade nytta.
I boken En teori om rättvisa från 1971 argumenterade John Rawls istället att individer i ursprungspositionen skulle välja följande grundläggande rättviseprinciper:
- Alla ska ha samma rätt till det mest omfattande system av grundläggande friheter som är förenligt med att andra har ett liknande system av för alla lika stora friheter.

- Sociala och ekonomiska ojämlikheter ska ordnas så att de både (a) rimligtvis kan väntas vara till allas fördel, och (b) är knutna till befattningar och ämbeten som står öppna för alla.[3]

Debatten mellan Harsanyi och Rawls har diskuterats flitigt inom den akademiska världen.